# 1號高速鐵路 (英國)
1號高速鐵路（英語：High Speed 1），正式名稱為英法海底隧道連接鐵路（英語：Channel Tunnel Rail Link），是一條長約108公里的高速鐵路，連接英國英法隧道出口至倫敦市區聖潘克拉斯車站。
它是連接英國和歐洲大陸的國際客運路線的一部分；它還承載往返肯特郡和東倫敦的英國國內客運業務，以及來往英國及歐洲大陸的國際貨運業務。該線越過英吉利海峽後，以隧道穿過梅德韋河和泰晤士河下方，並終止於倫敦市中心北側的倫敦聖潘克拉斯國際車站。它耗資58億英鎊建造，並於2007年11月14日開放。列車在1號高速鐵路上的運行速度最高達300公里/小時。中途站為位於倫敦的斯特拉特福德國際站、肯特郡北部的埃布斯弗利特國際站和肯特郡南部的阿什福德國際站。
其國際客運服務由歐洲之星提供，從倫敦聖潘克拉斯國際車站到巴黎北站的行程時間為 2 小時 15 分鐘，從倫敦聖潘克拉斯國際車站到布魯塞爾南站的行程時間為 1 小時 51 分鐘。截至 2015 年 11 月，歐洲之星使用 27 列列車於本線行走，其中包括最高時速分別達 300 及 320 公里/小時的英國鐵路373型及374型列車。
2009 年 12 月 13 日， 29 列英國鐵路395型電力動車組（其最高速度達到 225 公里/小時）開始於1號高速鐵路提供英國國內高速通勤服務。德鐵貨運英國使用改裝後的英國鐵路92型電力機車在該線運行貨運服務，使運載大陸尺寸可換式集裝箱的平板貨運列車首次能夠到達倫敦。

## 歷史

### 早期歷史
自 1994 年英法海峽隧道開通以來，北部高速鐵路一直在英吉利海峽隧道和巴黎郊區之間運營。這使得歐洲之星鐵路服務在這部分旅程中能夠以 300 公里/小時的速度行駛。比利時一條類似的高速線路，即從法國邊境到布魯塞爾的1號高速鐵路 (比利時)，則早已於 1997 年開通。在英國，歐洲之星國際列車必須以最高 160 公里/小時的速度在倫敦滑鐵盧國際車站和英吉利海峽隧道之間的既有軌道上運行。這些軌道與英國國內交通共享，限制了可以運行的服務數量，亦降低了服務的可靠性。英國國會於是在 1996 年通過海峽隧道鐵路連接法案，批准於倫敦和英法海峽隧道線間建設專屬高速列車使用的線路。
1996年，英國政府選定倫敦和大陸鐵路公司為建造1號高速鐵路和改建聖潘克拉斯車站作該線總站的承建商。
最初英國政府打算一次過興建1號高速鐵路全線。然而由於遇到嚴重的財政困難，英國政府於1998年改變計劃，並將工程分拆為兩期實拖，以降低風險。
- 2003年9月28日：首段英法隧道口至Fawkham分岔口段全長74公里的路段通車，速度可達每小時300公里。
- 2006年11月14日：倫敦和大陸鐵路將英法海峽隧道連接鐵路的品牌名稱定為1號高速鐵路。[20]
- 2007年3月6日：首班歐洲之星列車沿此線開到聖潘克拉斯車站。
- 2007年11月14日：次段Fawkham分岔口至聖潘克拉斯車站全長39.4公里的路段通車，速度為每小時230公里。滑鐵盧車站於同日恢復為只供英國國內列車服務，連接滑鐵盧站與1號高速鐵路第一階段的連接線亦不再用於日常客運列車服務。[21][22]雖然如此，該連接線仍被保留，並可供英國鐵路395型電力動車組使用。[23]

## 建設費用
1號高速鐵路的總建設費用為68.4億英磅，亦即每英里 5100 萬英鎊，比許多其他國家的高鐵建設計劃要高得多。

## 擁有權
2010 年 11 月，英國政府將1號高速鐵路特許權授予一個投資財團，該財團由加拿大兩個社會保障基金：安大略省市政僱員退休系統（通過其子公司 Borealis Infrastructure）和安大略省教師退休金計劃組成，為期三十年。當時英國本地的社會保障基金投資者對這種長期、流動性差的「基建設施資產」欠缺興趣。

## 車站列表
| 車站             | 位置                           | 可供換乘的鐵路路線                                     | 連接城市軌道交通 |
| ---------------- | ------------------------------ | ------------------------------------------------------ | --- |
| 聖潘克拉斯國際   | 大倫敦卡姆登區                 | 米德蘭主線 泰晤士連線                                  | 倫敦地鐵（國王十字聖潘克拉斯站） |
| 斯特拉特福國際   | 大倫敦紐漢區                   | 站外轉乘（斯特拉特福站）： 大東部主線                  | 碼頭區輕鐵（斯特拉特福國際 - 伍利奇兵工廠） 站外轉乘（斯特拉特福站）： 倫敦地鐵 倫敦地上鐵北倫敦線 伊利沙伯線 碼頭區輕鐵（斯特拉特福 - 金絲雀碼頭） |
| 埃布斯弗利特國際 | 肯特郡達特福德區埃布斯弗利特谷 | 站外轉乘（北弗利特站，需步行約1公里）： 北肯特線       | - |
| 阿什福德國際     | 肯特郡阿什福德區               | 東南主線 阿什福德 - 拉姆斯蓋特線 梅德斯通線 沼澤連接線 | - |

## 外部連結
- 官方網站（页面存档备份，存于）（英文）